# Emerson String Quartet

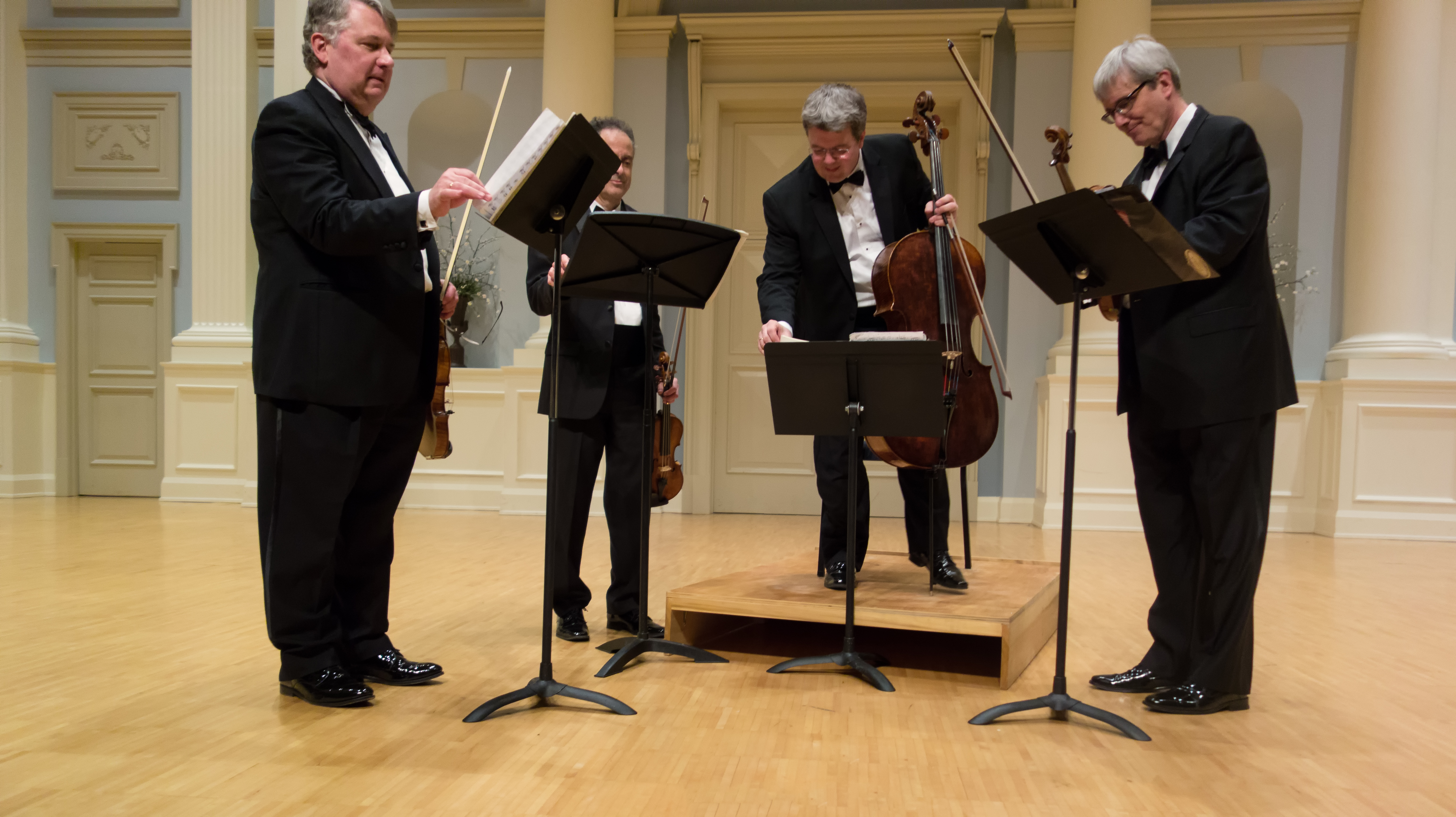
The Emerson String Quartet (2014)

Het Emerson String Quartet is een bekend strijkkwartet dat haar basis heeft in New York; het resideert in de State University of New York in Stony Brook. Voorheen werkte het kwartet vanuit de Hartt School. Het werd geformeerd in 1976 en heeft meer dan twintig albums opgenomen, en acht Grammy Awards gewonnen. De beide violisten waren studenten van Oscar Shumsky. Het kwartet nam de naam aan van de Amerikaanse dichter en filosoof Ralph Waldo Emerson. De violisten Drucker en Setzer wisselen elkaar regelmatig af als eerste en tweede violist. Lawrence Dutton en David Finckel hebben de posities ingenomen van respectievelijk Guillermo Figueroa, altviool (1976-1977) en Eric Wilson, cello (1976-1979)

## Leden
- Eugene Drucker, viool
- Philip Setzer, viool
- Lawrence Dutton, altviool
- David Finckel, cello

Finckel treedt ook regelmatig op met zijn echtgenote, de pianiste Wu Han.

## Prijzen en onderscheidingen
Grammy Award voor de beste kamermuziek uitvoering:
- Intimate Voices  (2006)
- Mendelssohn: de complete strijkkwartetten (2005)
- Shostakovich: de strijkkwartetten
- Beethoven: de strijkkwartetten (1998)
- Ives: strijkkwartetten nrs. 1, 2; Barber: strijkkwartet op.11 (American Originals) (1994)
- Bartók: 6 strijkkwartetten (1990)